# Асен Пандов
Асен Пандов е български състезател по шорттрек, състезател на НСА.
Печели 4-тото място в дисциплината 500 м на световното първенство по шорттрек за юноши през 2001 г.
На Олимпиадата във Ванкувър през 2010 г. участва на 1000 м и отпада в квалификациите.